# Río Segundo
Río Segundo ist eine Stadt in Zentralargentinien, 35 Kilometer südöstlich von Córdoba im Departamento Río Segundo im Zentrum der gleichnamigen Provinz Córdoba gelegen. Sie liegt am Nordufer des Río Xanaes und hat 18.155 Einwohner, gemeinsam mit der direkt anschließenden Nachbarstadt Pilar sind es 30.643.

## Geschichte
Die Stadt wurde 1883 als Folge der in diesem Jahr errichteten Eisenbahnlinie gegründet und ist heute vor allem ein industrielles Zentrum, in dem vor allem landwirtschaftliche Produkte verarbeitet werden.

## Sehenswürdigkeiten
Río Segundo besitzt das berühmte archäologische Museum Aníbal Montes, in dem mehrere Fundstücke aus der vorkolonialen Zeit ausgestellt sind. Diese gehören zur Sanavirones-Kultur (Pampa-Ebene östlich von Córdoba) und zur Comechingones-Kultur (aus den Sierras de Córdoba). Weiterhin sehenswert sind die Kapelle und die Erdnussfabrik aus der Zeit um 1900.